# Memrise
Memrise là một nền tảng học ngôn ngữ sử dụng Kỹ thuật lặp lại ngắt quãng để tăng khả năng ghi nhớ,kết hợp với thực hành do AI GPT3  cung cấp, cho phép người học có các cuộc hội thoại gần giống con người, Memrise tin rằng có thể giúp người học vượt qua“lỗ hổng tự tin” trong việc học ngôn ngữHiện nay ứng dụng này đang có 20 ngôn ngữ khác nhau .
Tính đến năm 2021, ứng dụng đã có 60 triệu người dùng đăng ký và ứng dụng đã có doanh thu 24,5 triệu Đô la Mỹ  .

## Lịch sử ứng dụng
Memrise được thành vào tháng 9 nắm 2010 bởi Ed Cooked  cùng với đồng sáng lập Ben Whately và Greg Detre  ,
Vào ngày 1 tháng 10 năm 2012, 100 người dùng đã được phép đăng ký để thử nghiệm phiên bản Memrise 1.0 .Kể từ tháng 5 năm 2013, ứng dụng Memrise đã đưa lên Google Play và App Store (iOS/iPadOS). 
Tính đến tháng 1 năm 2020, ứng dụng đã được đầu tư 21,8 triệu đô la đầu tư trong tổng số bảy vòng hạt giống

## Mô hình học
Memrise có nhiều nội dung và chủ đề khác nhau do người dùng tạo ra và giống như Duolingo Memrise giúp người sử dụng "vừa học vừa chơi".Hiện nay ứng dụng này đang có 16 ngôn ngữ khác nhau kết hợp với bài học do GTP3 cung cấp, cho phép người học thực hành các cuộc hội thoại giống như con người

### Lặp lại ngắt quãng
Memrise sử dụng phương pháp lặp lại ngắt quãng nghĩa là là kỹ thuật gia tăng thời gian giữa những lần ôn tập, tức lặp đi lặp lại những kiến thức đã học theo chu kỳ giúp tăng khả năng ghi nhớ kiến thức đã học

## Ưu điểm và nhược điểm

### Ưu điểm
- Kho từ vựng đồ sộ.
- Bài học linh hoạt, dễ hiểu.
- Các khóa học kết hợp với nhiều phương pháp học thông minh, hiệu quả.
- Vừa học vừa chơi thông qua các mini game vui nhộn, tạo cảm giác hứng thú cho người học.
- Phù hợp với từng người dùng từ cơ bản đến nâng cao

### Nhược điểm
Tài khoản miễn phí hạn chế một số tính năng như cho phép người dùng học về phát âm, luyện kĩ năng nghe, nắm vững ngữ pháp… Bài tập đơn giản, nên dễ gây nhàm cho người muốn học nâng cao. 

## Giải thưởng
Vào tháng 7 năm 2010, Memrise được vinh danh trong giải London Mini-Seedcamp.Vào tháng 11 năm 2010,Memrise được vinh danh là một trong những ứng cử viên cuối cùng cho Công ty khởi nghiệp của năm tại TechCrunch EuropasVào tháng 3 năm 2011, Memrise tiếp tục được bầu chọn là một trong những công ty khởi nghiệp của Techstars Boston. Vào tháng 5 năm 2017, Memrise được vinh danh là "Ứng dụng tốt nhất" tại giải thưởng Google Play lần thứ hai.